# 蕭美琴
蕭 美琴（しょう びきん、英: Hsiao Bi-khim/シャオ・ビーキム、台湾語：Siau Bí-khîm/シャウ・ビーキム、ウェード式：Hsiao Mei-ch'in/シャオ・メイチン、繁: 蕭 美琴、1971年〈民国60年/昭和46年〉8月7日 - ）は、中華民国（台湾）の政治家（民主進歩党）。駐米代表（第15代）、国家安全会議諮詢委員を歴任したのち2024年から第13代中華民国副総統。
出生地は日本（兵庫県神戸市）で、台湾人の父とアメリカ人の母の間に生まれる。1986年に発足した民進党において、政権を担う政党に必須の外交、および国家安全保障を含む政策と党務の国際化（特に対米外交）に大きく貢献した。陳水扁政権で中華民国総統府顧問として中央政界入り後、のべ4期にわたる立法委員と総統府国家安全会議諮詢委員を経て、蔡英文政権2期目発足に伴い2020年夏より駐米台北経済文化代表処代表（駐米大使に相当）就任。台湾では初の女性駐米代表となった。アジア初となった台湾の同性婚合法化過程で初期の立法化を推進した人物でもある。

## 生い立ち
1971年に、台湾基督長老教会から米国のプリンストン神学校に派遣され博士号を取得した台南県出身で敬虔なプロテスタントである父・蕭清芬と、ユニオン神学校（米国・ニューヨーク）で音楽修士だったアメリカ人女性のもとで、日本の兵庫県神戸市で出生。両親の職業上、出生後すぐにタイやスイス、ベルギー、オランダなどを転々としていた。母の祖国である米国では母方の祖母とも対面している。

### 学生時代
両親は正式な婚姻を機に台南に戻ったため、父の地元で台湾省立台南師範学院付属小学、および台南市立後甲国民中学に通学した。母とは英語、父や幼少時の友人とは台湾語、小中学校では台湾華語で会話をするようになった。高校は当初は地元の省立台南女中（現・国立台南女子高級中学）を目指すも考えを改め、母の祖国米国のニュージャージー州モントクレア・ハイスクール(Montclair High School)に進学。昼食や放課後だけではなく授業も白人と黒人、アジア系でグループが明確に分かれていたことに苦痛を感じていた。
その後、オーバリン大学東アジア研究学科(East Asian studies)に進学し、学士課程を修了。オーバリン大学では東アジア研究学科を専攻。セクシャリティ、人種、階級、社会正義などの議題を好んでいた。課外でもフェミニズムなどのサークル活動に参加。最も親しい友人は高校時代は中南米系移民二世の学生で、大学ではブラジル、インド、バングラデシュなどからの留学生だった。
ネイティブである英中台3言語のほか、スペイン語や、米国留学中に学んだ日本語などを自然に使い分けることができる。
父親は台独傾向をもつ神学院に属していたことから「本土意識」は高かったが、独立運動には参加せず、後方から支援する程度だった。父から美琴への影響はさほど大きくなく、美琴が大学の図書館で史明の『台湾人四百年史』などの出版物を読むことが本人の自我に影響を与えた。1991年の3年時、呂秀蓮の著書を読んで感動した美琴は、呂本人に手紙を出した。呂は返信で美琴に台湾に戻るよう促したため、美琴は休学を届け出て呂の助手と民主進歩党中央執行部でのボランティアを務めた。卒業後はコロンビア大学政治学科(Political science)に進学、在学中にニュースクール大学留学中だった陳文茜と親交を深め、文茜の推薦で党内での仕事を始めた。その後、コロンビア大修士課程を修了した。
台湾語の母語教育も重視している。父によると、「美琴はどうみても（外見上は米台）混血だが、『純』台湾人に比べても台湾人としての意識が低いということはない。自身の英語名を『美琴』の台湾語読み『Bi-khim』にしているほどだから」と明かしている。

## 民進党入り
訪米した党員との接触が増え、1995年3月より民進党駐米代表処の執行長に就任。1996年に党主席となった許信良は若手の起用を推進したため文茜の推薦で国際事務部副主任に抜擢された。当時の主任は出勤が少なかったことから実質的に美琴が業務を肩代わりするようになる。1997年からは正式に国際事務部主任に就任。26歳で当時党内最年少の幹部職だった。この時期より美琴の対外知名度と信用は高まり人脈を築いていく。次期総統選候補となった陳水扁にも見いだされ、陳が2000年中華民国総統選挙に勝利すると、当時最年少の中華民国総統府顧問となった。英語に堪能なため、秘書役として陳の随行通訳もこなした。

### スポーツ行政
台湾女子体育運動協会の理事長や、中華オリンピック委員会委員を務めたり、WBSC女子野球ワールドカップ第2回大会（2006年）の台湾代表団を引率した。

### 対中関係

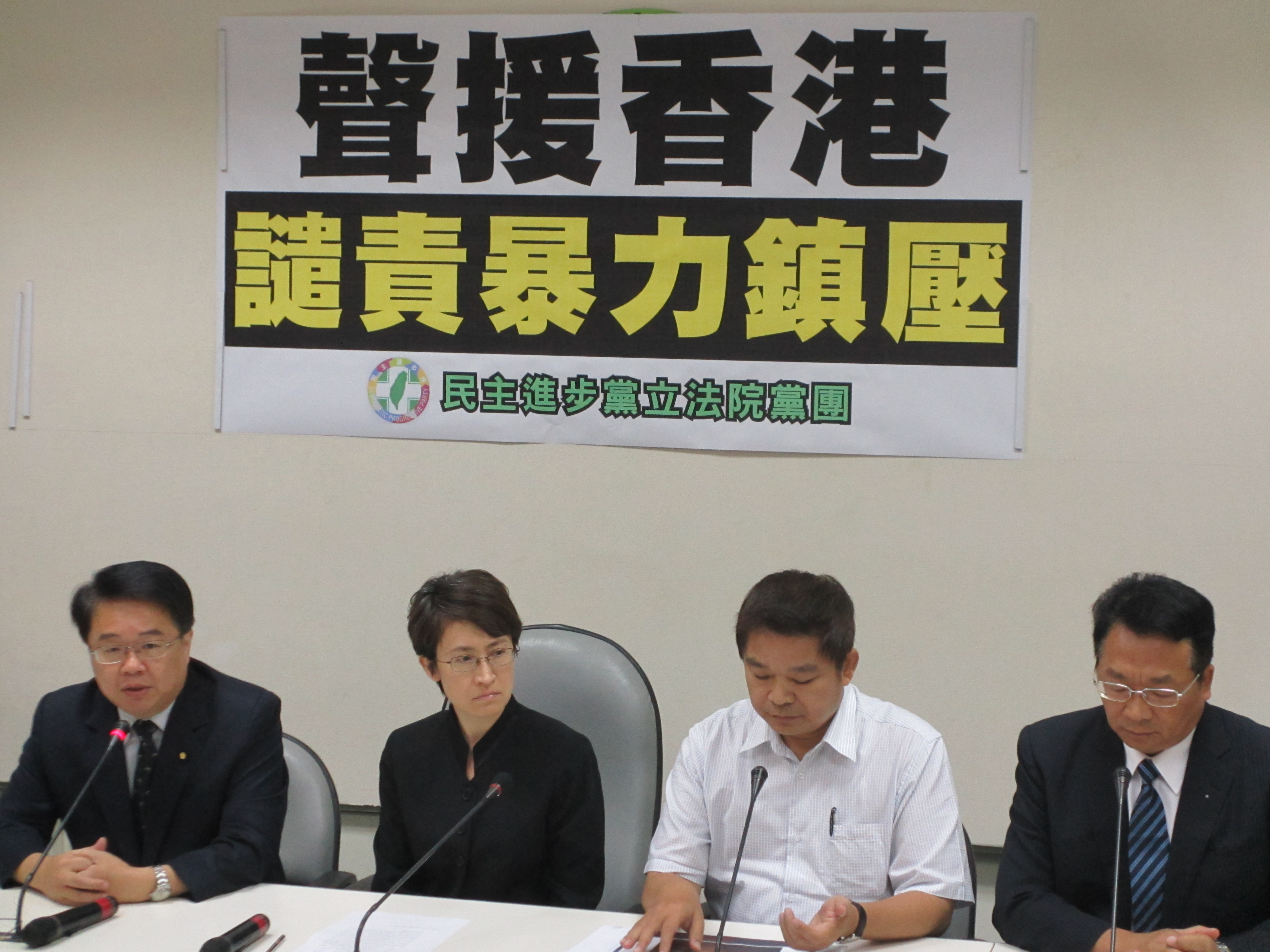
立法院での香港支持共同会見（2014年）

陳水扁政権で行政院大陸委員会諮詢委員を務めていた。2014年香港反政府デモ（雨傘運動）では党首の蔡英文や長老の謝長廷らとともにデモ側の市民を支持する声明を出していた。2019年-2020年香港民主化デモについても韓国・ソウルで開かれていたアジア・リベラル民主評議会で香港の元立法会議員単仲偕と共同で中国共産党政府非難声明と台湾市民に対して警戒を呼びかけていた。

#### 対駐日中国領事
2009年5月、党国際部主任として日本の福岡で開催された国際会議に出席すると、九州国立博物館での宴席で名刺交換を交わした直後に美琴が民進党関係者と知った在福岡中華人民共和国総領事の武樹民から罵倒混じりの脅迫を受けた（原文は以下のとおり）。周囲の日本人を含む多くの外国人は中国語を聞き取れなかったため、美琴が武の発言を一字一句英語に翻訳すると武に対する会場の視線は一変し、武は無言で会場を去った。
武：「（あなた方民進党の）陳菊（当時の高雄市長）が訪中した。今に台独の立場は変わっていくだろう。（你们陈菊都到大陆了，你们来看看，台独立场就会改变）」
蕭：「訪中したからといって陳菊はその立場を変えておりません。あなた方がミサイルを撤去するならこちらも訪中いたしましょう。（陳菊去了對台獨的立場沒有任何改變。如果你們撤飛彈，我去的意願會高一點）」
武：「フン！（短距離）ミサイルを北京に撤去したところで、台湾が射程内の中長距離ミサイルもたくさんある。（哼！撤飞弹算什么，搬到北京去我们还是打得到，我们不只短程飞弹，中程飞弹多得是！）」「あなた方民進党は8年執政したが、（元総統の）陳水扁は収監されてるじゃないか。何が国際空間だ。（新総統の）馬英九は『一つの中国』を受け入れたから、彼に空間を与えてやったが、お前たち台独民進党の末路は死あるのみだ。学術界の人間でもないのにこの国際学術会議に何をしに来たのか。『一つの中国』を受け入れない限り民進党に前途は無い！（你们搞了八年，陈水扁不是在坐牢吗？什么国际空间！马英九接受一个中国原则，我们就给他国际空间。你们民进党搞台独，是死路一条！这是国际学术会议，你不是学术界的跑来这做什么？民进党是个没有前途的党，除非接受一个中国原则！）」
宴席が終わると中国の学者でさえ武の発言に対し謝罪を表明している。

### 対米関係
2008年より米国のシンクタンク「プロジェクト2049研究所」顧問を務める。

## 政治キャリア

### 立法委員

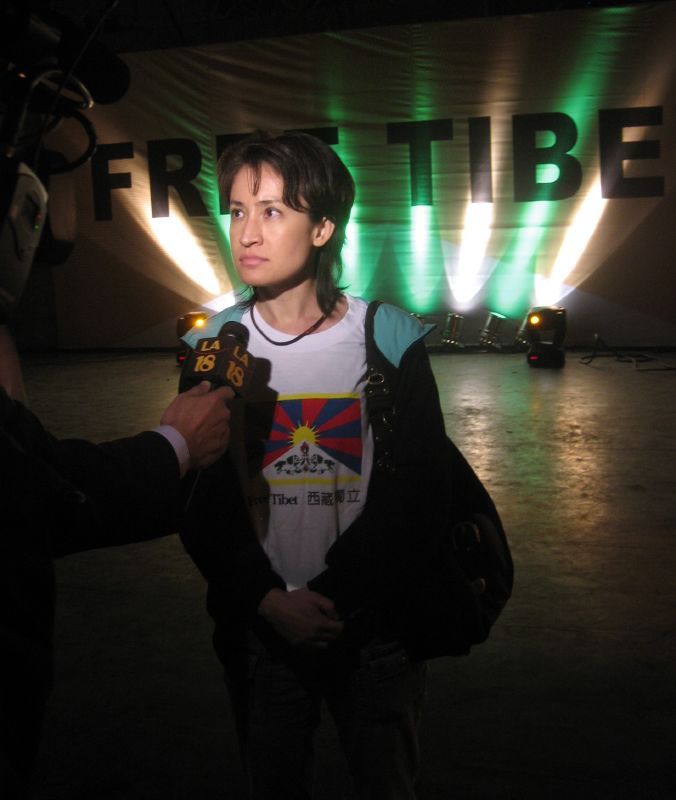
2008年のチベット支援活動

2001年立法委員選挙では僑居国外国民（海外居住者用の比例代表）から当選。大陸委員会諮問委員、自由主義インターナショナル副主席、アジア・リベラル民主評議会秘書長（2004-2005年）も務めた。2004年立法委員選挙では台北市第一選挙区から当選、党内派閥では新潮流系に属するようになった。

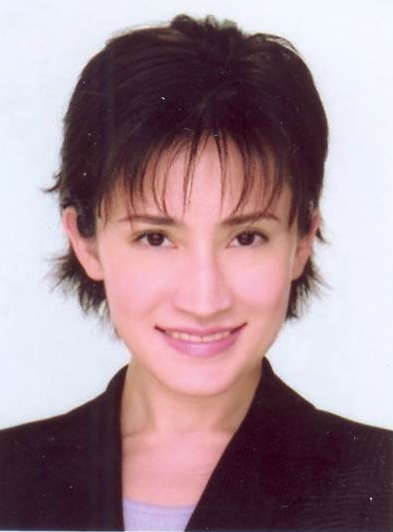
立法委員の蕭美琴（2004年）

かつて国民党のネガティブキャンペーンとして使われた光ディスク媒体が流布されていた事件（zh:非常光碟）は、2007年に形を変えて民進党陣営に波及した。この騒動で標的とされた美琴は、2008年立法委員選挙での台北市第二選挙区での党内公認候補争いで王世堅に敗れた。
2012年の第8回立法委員選挙では不分区（比例代表）から名簿7番目で当選。しかしその後も立法委員の活動と並行して花蓮での活動を継続した。
2015年、翌年の第9回立法委員選挙では花蓮県選挙区で国民党候補王廷升の三選阻止の刺客となり、当選した。同選挙区初かつ唯一の民進党過半数当選者となる。立法院の超党派議連『台美国会議員聯誼会』の発言人（スポークスパーソン）として訪米もしている。また、『台日国会議員聯誼会』（台日交流聯誼会の前身）で幹事長として対日議員外交にも積極的だった。
専門の外交や安全保障分野だけではなく、花蓮を拠点とするようになってからは、地元の観光業振興にも注力した。一定の条件を満たせば税軽減の措置が得られ、在住外国人によるインバウンド向けガイドを可能とする「発展観光条例」修正法案を提出し、2016年12月に立法院で三読審議を通過させたほか、花蓮と沖縄県を結ぶ日台間のフェリーや航空便の誘致などでも精力的に活動した。
2020年の第10回中華民国立法委員選挙では「花蓮王」の異名をもつ元花蓮県長傅崐萁に敗北。去就が注目されていたが、第15代副総統に当選した頼清徳の訪米に同行、4月より国家安全会議の諮問委員に就任していた。

#### チベット問題

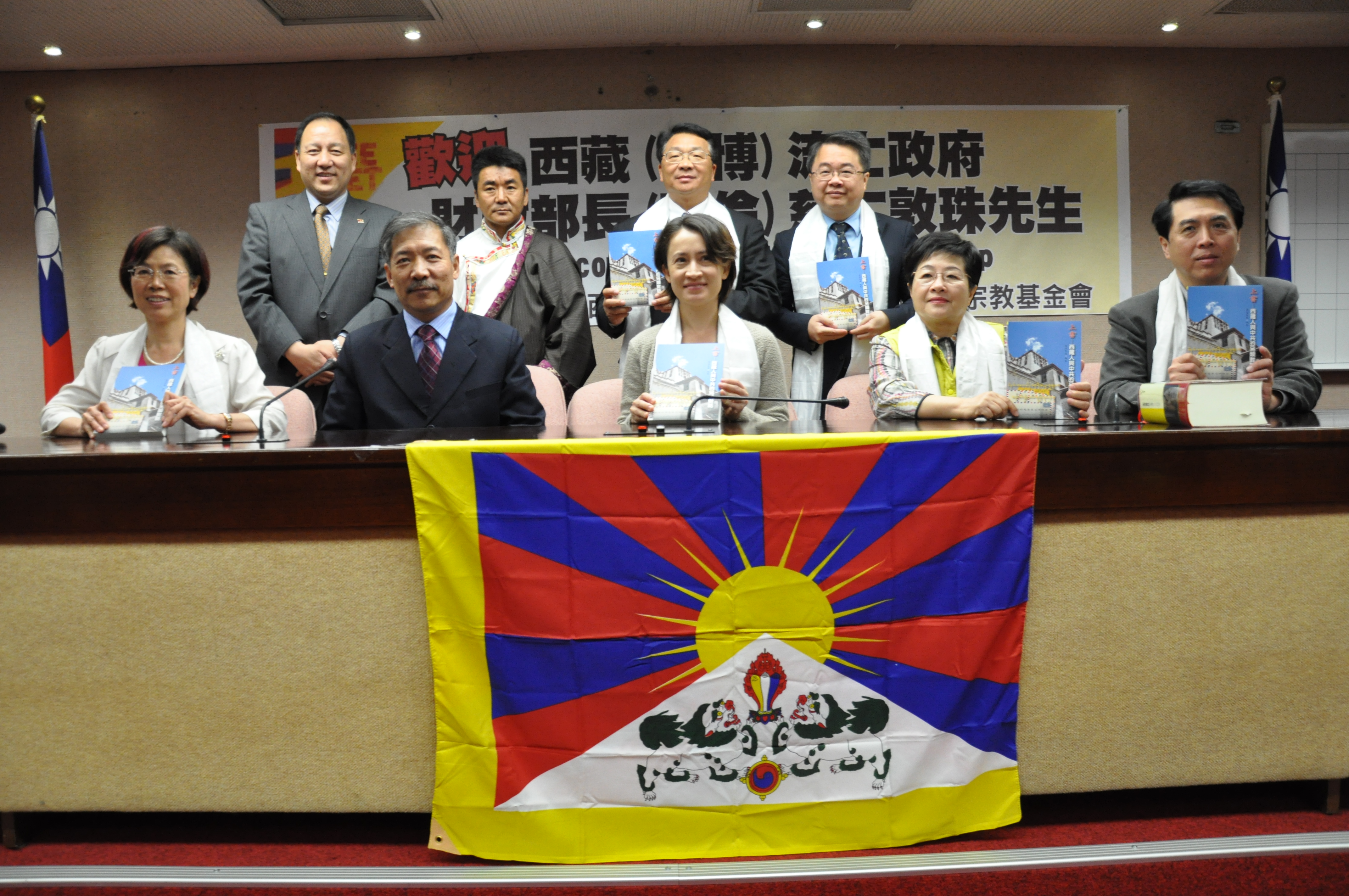
立法院でチベット亡命政府/ガンデンポタンの財務相と会談（2013年）

2012年6月、世界各国の立法府が「フレンズ・オブ・チベット」を結成していたことを受けて、美琴も数名の委員とともに立法院内で「立法院圖博之友會」を結成し、抗議の焼身自殺が相次ぐチベットの人権問題への関心と亡命政府首相ロブサン・センゲへの支持を社会に訴えた。

#### 太陽花学運
2014年3月18日に発生したひまわり学生運動（太陽花學運）期間中は呉秉叡や呉宜臻ら民進党の政治家とともに海峡両岸サービス貿易協定の早期可決を目指していた国民党への抗議表明として70時間にわたる断食デモを実行した。

#### 同婚問題
長きにわたり同性婚支持を表明し、2006年には立法委員として初めて同性婚姻法案を提出した。当時は台湾社会でも抵抗が強く、（ねじれ国会で議会多数派だった）国民党の反対により法案通過は叶わなかったが、その後蔡英文政権で合法化が実現している。
自身のブログでも、「婚姻は2個人間の人間関係や1つの儀式というだけではなく、パートナー関係の当事者が社会の中でどう扱われるかという問題にも及ぶ。2人の同性カップルも男女カップルと同等の価値をもち、平等な尊厳や権利、自由を享受できるべきだ。また、社会がもっと（この問題を）オープンに、寛容的に、議論に対して尊重することができると信じているし、台湾の同性パートナーたちの権利が社会的に認められ、受け入れられるようにしましょう。そうすればこの社会はもっと多元的で豊かでカラフルなものになると信じている。」と綴っている。
2019年5月17日、立法委員として司法院釈字第748号解釈施行法に賛成票を投じ、可決された。副総統就任後にも毎年同性婚への支持を表明している。

### 駐米代表

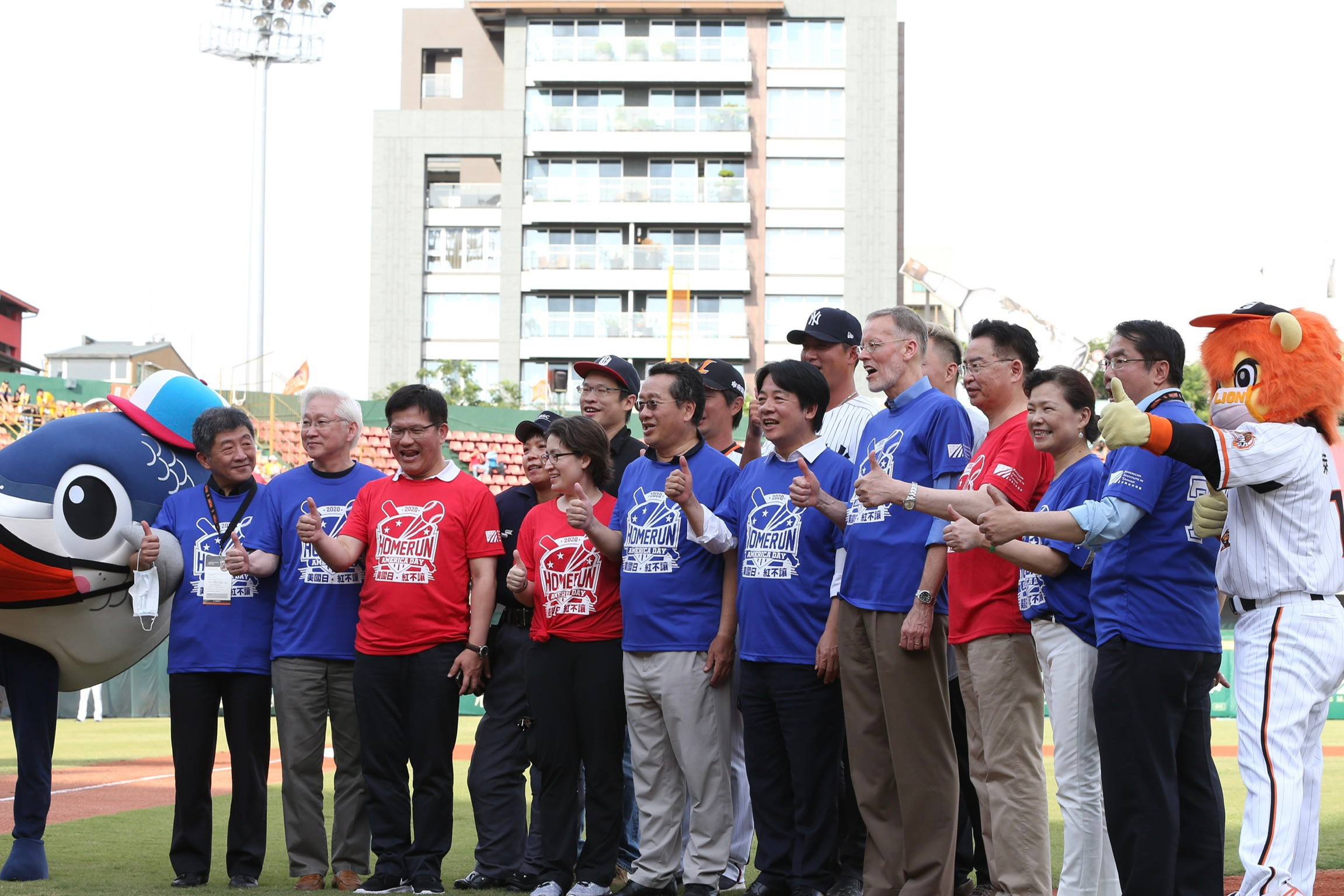
AIT代表クリステンセンを迎えて政権閣僚らとともに米国独立記念日を祝福 （前列左から4番目。2020年7月4日、台南市立棒球場にて）

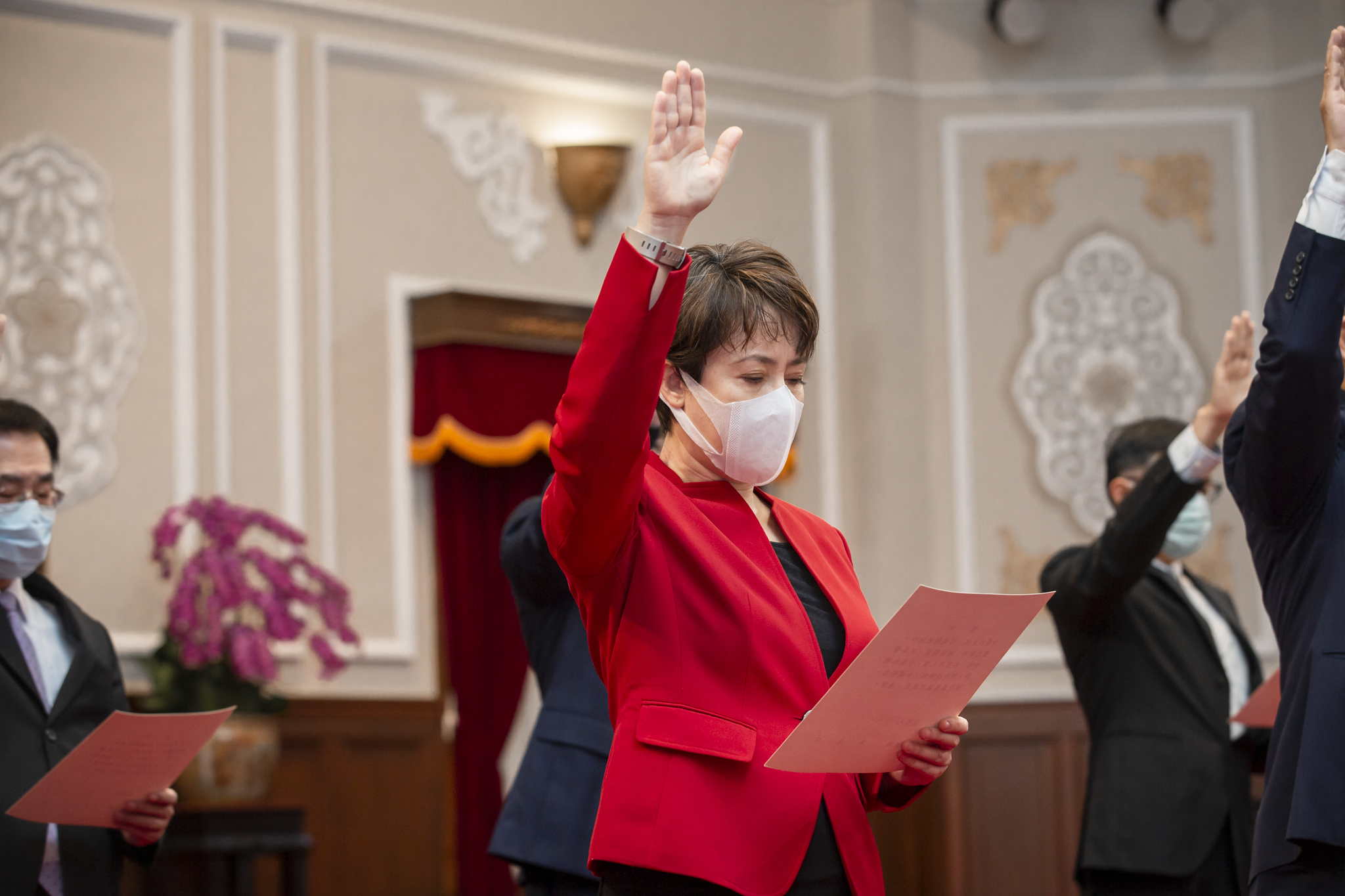
総統府での駐米代表就任宣誓式典（2020年7月20日）

2020年6月16日、総統府は新駐米代表に美琴を指名し、7月以降の着任を発表した。翌日米国在台協会（美國在台協會、AIT）や、民進党も参加している自由主義インターナショナル（Liberal International）が祝福のメッセージを寄せた。女性としてだけではなく、民国60年代生としても初の駐米誕生となった。
7月20日、71名が加入した第10期立法委員による超党派議連『台美国会議員聯誼会』結成大会にAIT代表ウィリアム・ブレント・クリステンセンとともに出席し、前期会長としての送別を受けたほか、AITに対し米国連邦議会の台湾旅行法や台湾同盟国際保護強化イニシアチブ法（通称：TAIPEI Act、台北法案）可決に謝意を述べるとともに、1週間以内に予定されている駐米代表着任への抱負を語った。
7月24日、ワシントンの駐米代表オフィスに出勤し、正式に着任。中国政府の戦狼外交に対して「戦猫外交 (Cat Warrior diplomacy)」を掲げた。
2020年9月20日、本人公式アカウントのTwitterでプロフィール欄を「Taiwan Ambassador to the US」（台湾駐米大使）に変更し、物議を醸した。外交部長の呉釗燮は『正式名称は代表』と公式に表明しているものの、蔡英文は黙認ともとれる意思を示している。立法委員の鄭運鵬は「これまでも正式な国交がない国に派遣した代表が大使と呼ばれることもあったし、米国外交筋がアカウントの表記に表立って反対意見を表明していないことは支持を仄めかしているもの。」としている。後日『戦猫（Cat Warrior）』とも付記しているが、元外交官の劉仕傑は、中国政府が主にオンライン上で繰り広げる戦狼外交に反撃する手段の一つと分析している。米国ではその後、米連邦議会上院議員スコット・ペリーが駐米代表処やAIT台北事務所をそれぞれ大使館に昇格させる法案制定を主張している。
2020年11月末、駐米代表処で職員9名が新型コロナに感染したため、陽性者と接触のあった美琴本人も在宅隔離となり業務停止に追い込まれたが、11月30日に関係者全員の陰性を確認、隔離解除後の12月11日より業務を再開した。成長促進作用のあるラクトパミンが含まれる米国産豚肉の輸入解禁が台湾で問題となっていること（zh:臺灣進口美國肉類問題）を受けて、自身も米国の肉料理を食して安全性を訴えた。
2021年1月20日（現地時間）、ジョー・バイデンの第46代大統領就任式に正式に招待され、政府代表として出席した。駐米代表が招待されたのは米台断交の1979年以降初めてとなる。米国上院の外交委員会も公式Twitterで美琴の投稿を引用し、バイデン政権に対し米台関係のより一層の進展を促す旨の投稿をしている。同年末、バイデンが開催した民主主義サミットでは台湾も招待されたが、バイデン政権は蔡英文や外交部長の出席は中国を刺激することを避けるため蔡英文や外交部長の呉釗燮は出席ぜす、その代役として駐米代表である美琴がIT閣僚の唐鳳とともに出席し、「台湾で民主主義が存続することは国際社会にとっても利益であり、重要」と訴えた。

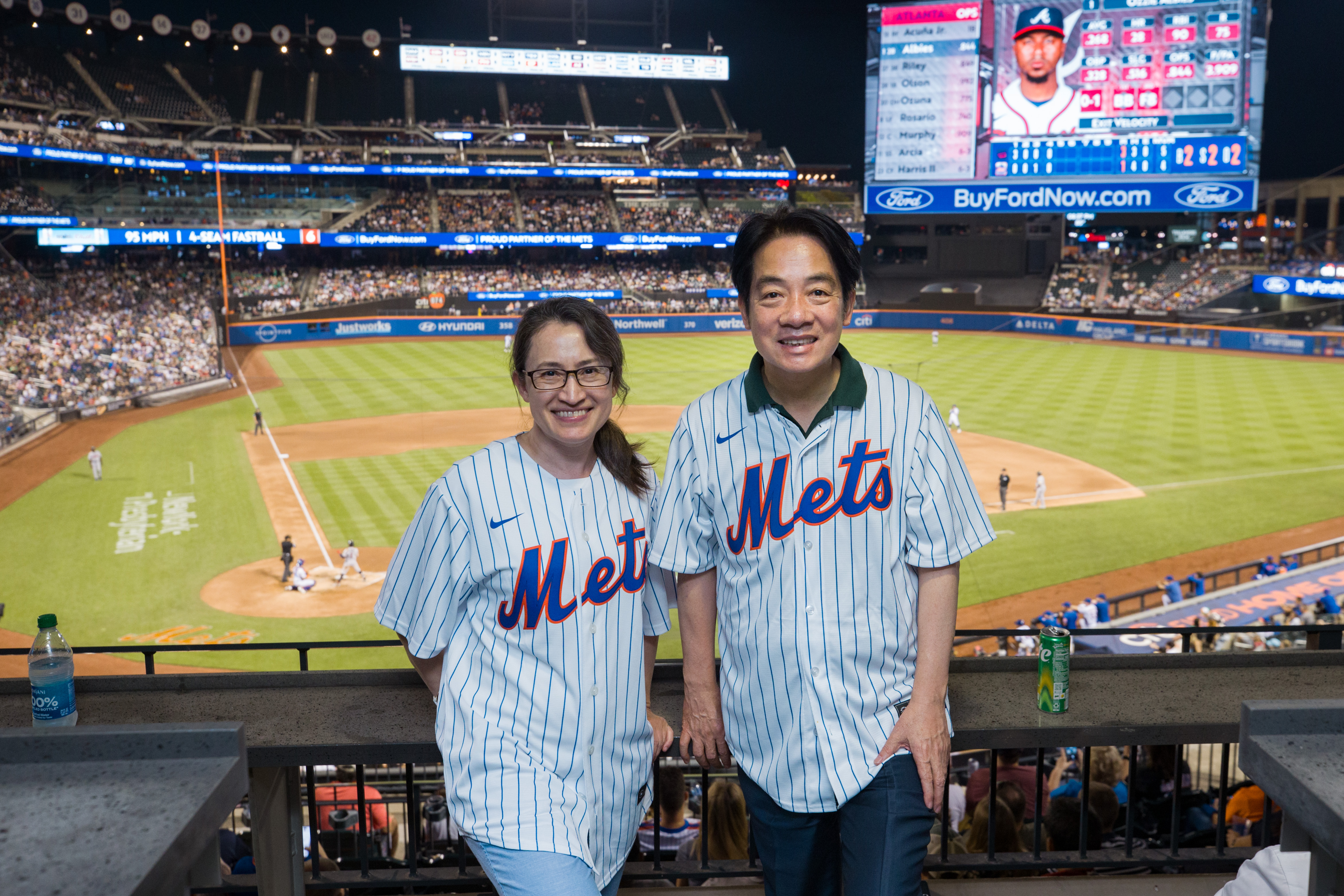
蕭美琴と頼清徳副総統（2023年8月14日）

2023年11月20日、 蕭美琴はAPEC会議後に台湾に戻り、呉釗燮外交部長に辞表を提出した。

#### ワクチン
米国政府が2021年に2度にわたり合計約400万回分のモデルナ製ワクチン（mRNA-1273）を台湾に寄贈した際、美琴は民主・共和両党の上・下院議員や米国内のシンクタンクなどと協議し、台湾の窮状を伝え支持を取り付けるなど短期間でのミッション達成に奔走した。同時期に日本政府からの台湾へのアストラゼネカ製ワクチン輸送で駐日代表として交渉を担った謝長廷も、自身が携わった経験を元に、美琴の苦労を思いやった。

### 副総統

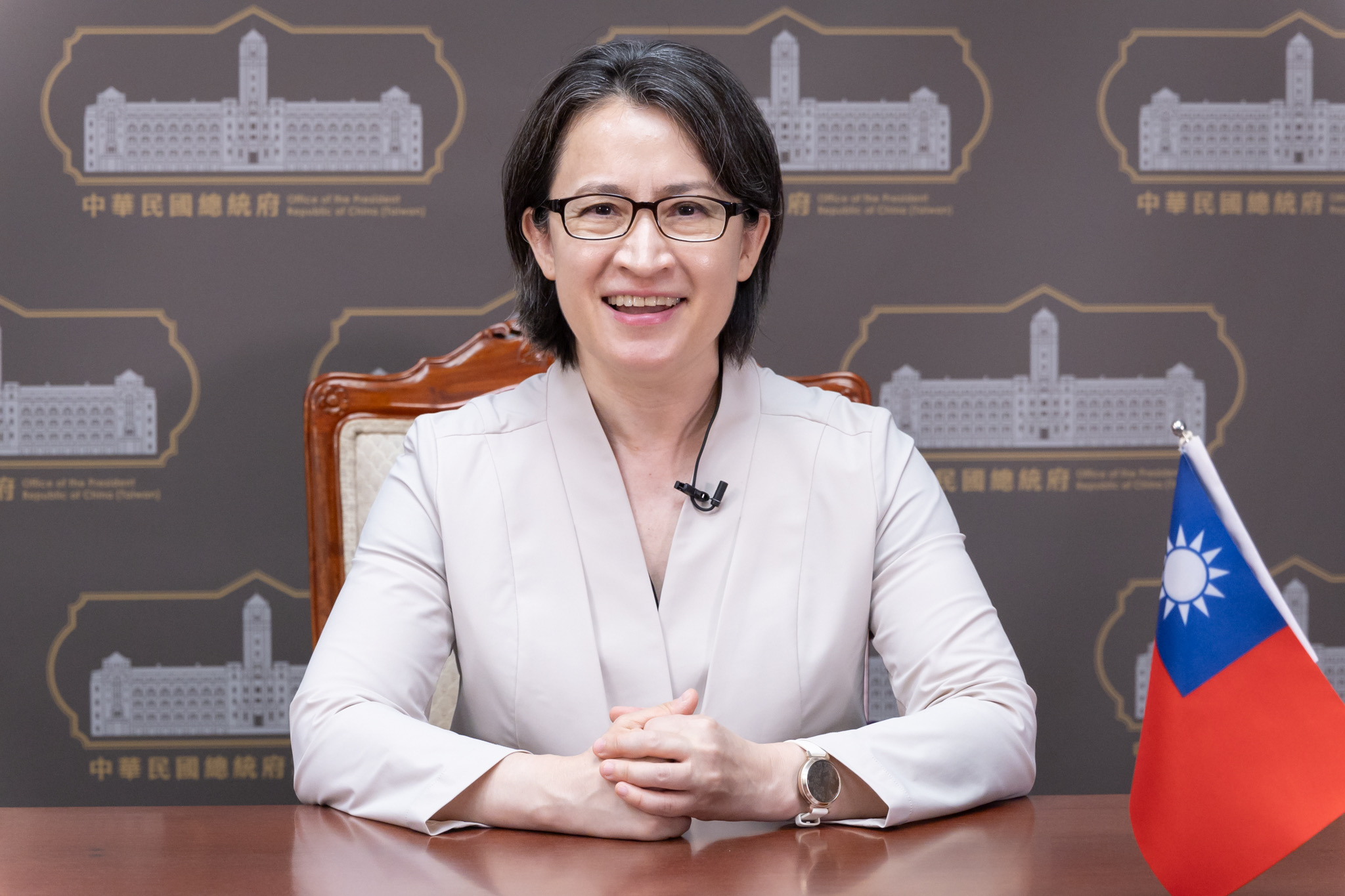
蕭美琴（2024年9月20日）

2023年初めに頼清徳副総統が民進党から2024年総統選挙への総統立候補者に指名されて以来、蕭美琴は豊富な外交経験と幅広い人脈から副総統の人気候補とみなされてきた。 同年11月、民進党高官が「蕭美琴氏は2023年に米国で開催されるAPEC首脳会議に出席した後台湾に戻り、民進党によって正式に副総統候補に指名されるだろう」と述べたとメディアが報じた。11月20日、蕭美琴は副総統候補として正式に指名された。
2024年1月13日に行われた2024年中華民国総統選挙で頼清徳と共に当選し、同年5月20日に行われた就任式典で就任した。
2024年6月、台湾の政治家20人について3つの観点から世論調査が行われ、美琴は「最も将来性のある政治家」で35.77%となり、現職総統の頼清徳18.43%（2位）を大きく上回り1位となった。「最も印象の良い政治家」でも24.13%で1位となり、18歳から59歳までの年齢層で1位となった。「最も指導力のある政治家」では11.86%となり、頼清徳の34.16%（1位）、柯文哲の17.50%（2位）に次ぎ3位となった。
アメリカで積んだ経験から、「台湾土着の政治家」と異なる洗練された政治力を持つとされ、現職総統の頼清徳をしのいで2028年の総統候補として有力となる可能性があると評価される。

## 争議

### 二重国籍
米国籍を保有したまま総統府顧問に就任していたことは、各界で疑問が呈されたが、職務上渡米の機会も多く、AITも「（中華民国旅券とは別の）華僑用パスポート所有者が米国籍を放棄した場合、台湾で無国籍扱いとなり（渡米時のビザ発給などで）現実的ではない」と声明を発していた。その後、2001年末に立法委員の候補者となった際に米国籍を放棄した。

### 死刑犯赦免法案連署
2014年、民進党立法委員尤美女が提出した死刑犯赦免法案に他の議員とともに蕭美琴も共同で連署していた。（2016年に民進党が与党となってからも死刑廃止には反対意見が多数で、死刑廃止派の蔡英文政権発足以降も死刑執行は続いている。）

### 立法院での英語質疑
2012年12月26日、駐米台北経済文化代表処代表の金溥聰に対する初回の立法院質疑では、美琴は英語での質疑応答を行った。ただし、金は中国語での答弁に徹したため、一問一答は中国語と英語で交わされることになった。世論は賛否両論で割れることになった。映画監督の馮光遠は美琴が金の中卒レベルの英語力で駐米代表として不適格だということが露呈したと支持を表明。逆に美琴が金を辱めるために故意にそうした行為に及んだと批判する者たちや、「公用語でもない英語がなぜ台湾語よりも優先されるのか」と抗議する市民もいた。

## 人物
政界入り後の取材では、自身のアイドルは統一ライオンズのスター選手だった黄甘霖と答えている。大の猫好きで知られている。2012年8月、花蓮県秀林郷での台風9号（アジア名：サオラー、zh）の被災地視察時に台鉄和平駅付近のぬかるんだ路上で一匹のトラネコを拾い自宅で保護した。翌日党主席の蔡英文との電話中に鳴き続けていたため蕭美琴が「蔡主席、あなたのご希望の猫を探してきましたよ」と言ったところ、実際に蔡英文が引き取ることになり、その後蔡想想（英語名：Cookie）と命名され、蔡の飼い猫となった。自身も4匹の飼い猫がおり、駐米代表着任時にもアメリカに同伴した。花蓮で当選した直後の街頭では支持者がマジンガーZ主題曲の替え歌を合唱していた。2011年、米国在台協会は民進党幹部が翌年の国政選挙で与党返り咲きを狙う党における両岸関係および外交戦略のキーマンとして認識していることを示した。また、美琴という名前のために『後山電磁砲』の異名で呼ばれるようになった。同名のキャラクター御坂美琴（「とある魔術の禁書目録」およびその外伝「とある科学の超電磁砲」の登場人物）に由来し、後山は花蓮・台東地方を指す隠語。この設定は風刺漫画で知られる韋宗成の作品覇海皇英でも受け継がれている。
2015年、邱議瑩（1971年生、当時当選3回）、鄭麗君（1969年生、当時当選1回）と美琴（当選3回）を合わせた40代前半の民進党女性議員トリオは女性3人組アイドルユニットになぞらえて「立法院のS.H.E」と呼ばれていた。
2021年、米経済誌ブルームバーグ ビジネスウィークは、バイデン政権発足直後に「今年最も注目すべき人物8名」の1人として美琴を挙げた。
蕭美琴は台湾の行政府と地方政治でキャリアを積んできた経歴と、気さくな性格ゆえ、気難しい民進党の守旧派と若い世代、台湾と友好国をつなぐ架け橋になると期待されている。

### 蔡英文との関係
2008年の総統選挙と立法委員選挙で民進党が惨敗した際、刷新感と改革を求める動きにより、蔡英文が代理を除き女性初の党主席に就任、美琴は党主席特別補佐官を務めることとなった。愛猫家という共通点もあり、その頃から良い友情を築いたとされる。2010年には、党主席の蔡英文の言葉から、立法委員補欠選挙に立候補することを決めた。
蔡英文は2010年新北市長選挙出馬に伴う戸籍変更で永和市の美琴の住居を居住地として登録、数週間実際に同居した。また、2011年に訪台した自由民主党の安倍晋三・菅義偉との面会にも党シンクタンク幹部として美琴が同席し、2015年の訪米にも同行したことから公私にわたり信頼関係を築いていることを窺わせている。
2024年総統選挙の副総統候補としての出馬は、蔡英文からも要請されていたことが明かされた。
選挙戦中のインタビューでは「今着ている黒いスーツは、蔡英文の古着なんです。彼女は来年総統を退任するので、着なくなった服を整理して私にくれるんです。」と答えた。また、「蔡英文は『いつも緊張しすぎずに休んだりして体に気を付けて。』と心がけてくれて、まさにお母さんのようです。」と語った。「蔡英文が新北市長に立候補した際、彼女はしばらく私の家に住んでいた。私たちはお互いの考えをよく理解している。」とも答え、長年の信頼関係を滲ませた。
2024年5月20日に行われた中華民国総統就任式典では、退任する蔡英文を涙を拭いながら見送った。
2024年と2025年の2年連続で、旧正月の大晦日に蔡英文とともに夕食を食べている様子がSNSに投稿されている。台湾では、旧正月の大晦日は家族などの大切な人と過ごす日とされており、二人の親密さを明確に示すエピソードとなっている。

## 選挙記録
| 年度 | 選挙                   | 選挙区                     | 所属政党   | 得票数    | 得票率 | 当選 | 注釈 |
| ---- | ---------------------- | -------------------------- | ---------- | --------- | ------ | ---- | ---- |
| 2001 | 第5回立法委員選挙      | 僑居国外国民               | 民主進歩党 | 3,437,692 | 33.29% |      |      |
| 2004 | 第6回立法委員選挙      | 台北市第一選挙区           | 民主進歩党 | 44,648    | 7.33%  |      |      |
| 2010 | 第7回立法委員補欠選挙  | 花蓮県選挙区               | 民主進歩党 | 33,249    | 40.80% |      |      |
| 2012 | 第8回立法委員選挙      | 全国不分区及び僑居国外国民 | 民主進歩党 | 4,556,424 | 34.62% |      |      |
| 2016 | 第9回立法委員選挙      | 花蓮県選挙区               | 民主進歩党 | 63,231    | 53.77% |      |      |
| 2020 | 第10回立法委員選挙     | 花蓮県選挙区               | 民主進歩党 | 56,485    | 40.53% |      |      |
| 2024 | 第16期総統・副総統選挙 | 第16期総統・副総統選挙     | 民主進歩党 | 5,586,019 | 40.05% |      |      |

### 2004年立法委員選挙
台北市第一選挙区で立候補し、定数10議席を22人の候補者の中で7番目の得票数で当選。

### 2010年立法委員補欠選挙
現職立法委員だった傅崐萁の花蓮県長転身に伴い実施された補欠選挙。花蓮県選挙区では従来の国民党と民進党の支持層比率は7対3とされ、圧倒的に国民党有利だったが、美琴は敗れはしたものの得票率40%超を記録した。これ以降美琴は花蓮に事務所を構えて本格的に票の掘り起こしを図ることになった。

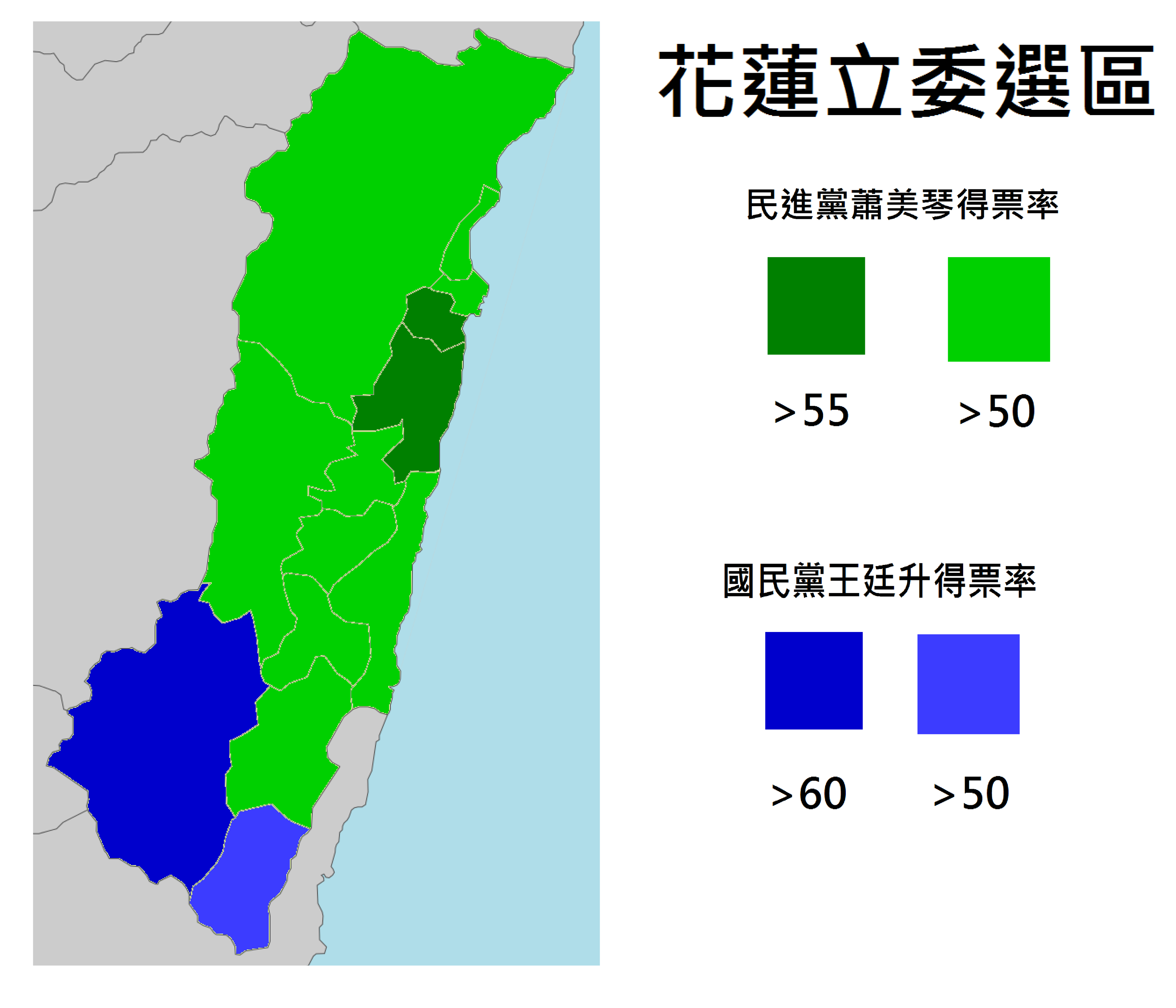
得票分布（緑が蕭美琴優勢）

### 2016年立法委員選挙
2016年第9回中華民国立法委員選挙では、国民党の鉄票区といわれた保守王国の花蓮県選挙区で53.77%の得票率で当選、民進党候補で当該選挙区の歴代最高かつ、初の過半数獲得候補者となった。勝利宣言では、「私たちは、一生懸命働く限り、真剣である限り、そして粘り強く続ける限り、覆せない場所はない。過去に国民党の鉄票区と呼ばれても、崩せない場所はないと、この結果で証明しました。人々の力は一滴一滴の水のようなものであり、太魯閣の水が、美しい渓谷を切り裂くこともできるということを、私たちは信じるほかありません。」と述べた。

## 主な著作
書籍
- 2004年：『一個人也可以』 - 発行：方智出版、ISBN 9576799309

寄稿
- 2003年：李文忠; 何敏豪; 林濁水; 段宜康; 陳忠信; 湯火聖; 蕭美琴. “『台灣兵力規模研究報告 民進黨國防政策白皮書』”. 全球防衛雜誌 (全球防衛雜誌社有限公司) (第225期):  頁98-105. ISSN 1010-3228.
- 2009年：『A DPP Perspective on Domestic and Cross-Strait Challenges for Taiwan』doi:10.1080/10803920802711504
- 2010年：『Perspectives on Current Cross-Strait Relations』doi:10.1080/10803920301106

## 出演作品
- 哲人王 〜李登輝対話篇〜（2019年[115]）

### 註釈
1. ↑  姓のローマ字表記は国語のウェード式で、名は台湾語の白話字。
2. ↑  清芬は2021年11月26日に米国で死去している[4]。
3. ↑  ただし、『Personal account』と付記している[52]。
4. ↑  就任式主催者は大統領就任合同委員会（英語版）